# 高岭大桥
高岭大桥是一座横跨湄公河支流前江，坐落于越南同塔省高岭市的斜拉橋。这座桥也是规划中的中湄公河三角洲地区互联互通计划（CMDCP）的其中一个道路基建，其他两个为万贡的万贡大桥和衔接两座大桥的4车道高速公路。高岭大桥于2018年5月27日正式通车。

## 设计
这座斜拉橋总长650（2,130英尺），主跨径 达350（1,150英尺），距离海平面达37.5（123英尺）。整个斜拉桥的总长度含引桥为2,010（6,590英尺），其跨度为17 x 40 + (150+350+150) + 17x40米。该座桥同时也有高120（390英尺）的H形桥塔，并采用半扇形结构的双平面电缆组成混凝土制的桥身顶端结构。该桥设有四条车道，最高速度为每小时80公里。
中湄公河三角洲地区互联互通计划的目的是鼓励湄公河三角洲一带的经济社会发展。此项计划由亞洲開發銀行（ADB）和澳大利亚政府提供财务援助。它由澳大利亚和越南政府以及亚洲开发银行共同资助。这座桥也是澳大利亚政府所承担的海外援助项目中最大型的，耗资澳大利亚元160万来完成整个计划。

## 建设
高岭大桥的動工儀式于2013年10月19日进行，并由越南、澳大利亚两国政府的高级官员和亞洲開發銀行见证。该座大桥原本计划在43个月即2017年中旬完工，但最终延迟。
高岭大桥于2018年5月27日在越南副总理鄭廷勇、澳大利亚外交部长朱莉·毕晓普、越南交通部长阮文体、亚行国家主任艾瑞克·西奇威克和越南各省、市和省的高级官员的见证下正式通车。